# Drapeau du Mouvement pour l'autodétermination de la Kabylie
 (avril 2023).
Si vous disposez d'ouvrages ou d'articles de référence ou si vous connaissez des sites web de qualité traitant du thème abordé ici, merci de compléter l'article en donnant les références utiles à sa vérifiabilité et en les liant à la section « Notes et références ».
Le drapeau du Mouvement pour l'autodétermination de la Kabylie, (en kabyle : ⴰⵏⴰⵢ ⴰⵇⴱⴰⵢⵍⵉ - Anay Aqbayli), est le drapeau adopté par le Mouvement pour l'autodétermination de la Kabylie (MAK).
Il est composé de deux bandes verticales bleue et jaune de largeurs et de longueurs égales, et frappé au milieu d'un yaz (ⵣ, la lettre z en tifinagh) rouge soutenu par deux rameaux d'olivier. Ses proportions sont 3:5, 3 unités pour la hauteur (guindant) contre 5 pour la longueur (battant).
L'Anavad, le gouvernement provisoire autoproclamé formé par le MAK, l'a adopté le 10 mars 2015.